# Thérèse Demar
Thérèse Démar (Françoise Élisabeth), auch Theresia Demar, später verheiratet Thérèse Gannal (* 30. Oktober 1786 in Gernsbach; † 18. Januar 1858 in Orléans) war eine deutsch-französische Harfenistin, Sängerin, Komponistin und Verlegerin. Ihr Großvater sowie Vater und Onkel waren ebenfalls Berufsmusiker.

## Werdegang
Thérèse Demars deutsche Eltern, der Musiker Sebastian Demar (1763–1832) und seine Frau Louise Elisabeth, geb. Riesam, waren (in den 1770er Jahren?) nach Frankreich ausgewandert und zogen 1789 von Paris nach Orléans. Vermutlich dort kamen Thérèsas Geschwister Joseph-Pierre (1790–?) und Claire (1799–1833) zur Welt.
Nach Claudia Schweitzer nahm der Vater in Orléans eine wichtige musikalische Stellung ein; er war Komponist, Kirchen-Organist, Direktor des „Institut musical d’Orléans“ und begründete dort die „Société des concerts par abonnement“. Außerdem betrieb er einen musikalischen Verlag.
Den ersten Musikunterricht bekam Thérèse von ihrem Vater, nach ihm wurden der Harfenist François-Joseph Naderman (1781–1835) und der Komponist André-Ernest-Modeste Grétry (1741–1813) ihre Lehrer, vermutlich nachdem sie als Kind drei Jahre lang (bis 1797) die Klavierklasse von Hyacinthe Jadin am Pariser Konservatorium besucht hatte. Der Harfenist und Komponist Nadermann hatte am Pariser Konservatorium eine Harfenklasse begründet, der Opernkomponist Gretry, war damals der berühmteste Musiker Frankreichs. Paris dürfte ihr weiterer Aufenthaltsort geblieben sein: Korrespondenzen vom Winter 1816 mit ihrem Vater könnten darüber Auskunft geben. In Paris wurde Thérèse Demar verlegerisch tätig, das entnimmt man den von ihr herausgegebenen Notendrucken. Bei diesen handelt es sich sowohl um Werke ihres Vaters, als auch französischer Komponisten und einer älteren (verwandten?) Französin mit Namen Hélène-Louise Demars. Im Winter 1817 hatte Thérèse Demar vier Konzerte in der Konzertreihe ihres Vaters in Orléans.
Vor 1824 heiratete Thérèse Demar, vermutlich in Paris, den französischen Pharmazeuten, Mediziner, Chemiker und erfolgreichen Erfinder Jean Nicolas Gannal (1791–1852). Aus der Ehe gingen die beiden Kinder Catherine-Clémence (1825–1900) und Félix Gannal (1829–?) hervor.
In späteren Jahren, wohl nach dem Tod des Vaters 1832, scheint Thérèse Demar ihren Wirkungskreis nach Orléans verlegt zu haben. Dort trat sie am 8. Mai 1841 auf, vermutlich mit ihrer Cantate 8. Mai 1429! (Titel mit Ausrufungszeichen) in Erinnerung an Jeanne d’Arc, der „Jungfrau von Orleans“, durch deren Hilfe an diesem Tag einst die feindlichen Engländer aus Frankreich vertrieben wurden. Auch 1843 hatte sie einen Auftritt beim Abonnementkonzert des Institut musical d’Orléans, beide Male unter ihrem neuen Ehenamen/Künstlernamen Thérèse Gannal.

### Konzertreisen
Bereits in den Jahren 1808 und 1809 gab sie auswärtige Konzerte mit ihrer Harfe (allein?), anlässlich derer sie als „Kammervirtuosin der Kaiserin“ und „Harpiste de la Musique du Roi“ betitelt wurde. Mit der Kaiserin ist Marie-Louise von Österreich gemeint, die damals neue Gattin Napoleons. Unklar ist, was der Ort der „Musique du Roi“ ist, deren Harfenistin sie offenbar auch war (vielleicht österreichische Verwandtschaft der Kaiserin?). In den Jahren 1811 bis 1813 machte sie als Harfenistin und Sängerin mehrere ausgedehnte Konzertreisen mit der Hornistin und Violinistin Rosalie Tognini, Musikerin des russischen Fürsten Alexander Borissowitsch Kurakin, der nahe Paris ein Gut besaß. Sie führten nach Metz, Straßburg, Frankfurt/M., Nürnberg, Gotha, Weimar, Würzburg und Leipzig, sowie nach Dresden, Berlin, Breslau, Wien und St. Petersburg. Sie musizierten dabei u. a. Werke zeitgenössischer Komponisten, auch ihres Vaters (Johann) Sebastian Demar (z. B. das Grand Duo concertant op. 60) und Werke Therese Demars, wobei sie zu ihrem Harfenspiel auch als Sängerin auftrat. Die „Allgemeine musikalische Zeitung“ berichtete mehrfach darüber. Am 20. August 1812 wird in Der Freimüthige oder Unterhaltungsblatt für gebildete, unbefangene Leser. Nr. 166, S. 663 über beide berichtet, wobei ein Gedicht für die Harfenistin abgedruckt ist. Die Künstlerinnen wurden bei ihren Reisen von Thérèsas Mutter begleitet.

#### Konzertprogramm vom 3. Dezember 1811 in Weimar
Wie so ein Konzert der beiden Künstlerinnen organisiert war, ist an einem gedruckten Konzertprogramm „im Saale des Stadthauses“ (Weimar) und nachfolgendem Zeitungsbericht zu sehen. Das  „Große Konzert“ beginnt um „6 Uhr“, ist zweiteilig mit Pause angeordnet und bringt Werke, die Orchesterbegleitung erwarten lassen, die jedoch nicht eigens angegeben ist: z. B. Ouverture von Franz Xaver Sterkel zu Beginn und die folgende Opernarie von Mozart, gesungen von Thérèse Demar. Man erfährt aus der Konzertkritik, dass die Orchestermusiker am selben Abend bei der Oper Dienst hatten und ein zusammengewürfeltes Ensemble der Sache nicht richtig gewachsen war, z. B. beim Konzert für Horn von Duvernoy. Laut Programm wurde dann von Thérèses Vater Sebastian Demar das „Concert-Cosaque“ gespielt und den Beschluss machte eine Sinfonia concertante für Harfe und Horn, die ohne Komponistenangabe blieb wie schon vorher eine „Polonaise“ für Violine, gespielt von Rosalie Tognini. Beides dürften Kompositionen von Thérèse Demar gewesen sein. Dem Programm ist darüber hinaus die Mitwirkung einer weiteren Sängerin zu entnehmen, die vermutlich die regionale Bedeutung des Konzertes in Weimar erhöhen sollte.

### Lehrtätigkeit
Schon im Jahr 1814 (?) veröffentlichte Thérèse Demar in Paris eine Harfenschule mit dem Titel Méthode de Harpe divisée en Trois Parties, op. 21, die sie ihren Schülern widmete. Claudia Schweitzer beschreibt diese Schule: Neben den elementaren Grundlagen der Musik wie Noten und Tonarten geht es darin speziell um Klangentwicklung, Fragen des Anschlags und der speziellen Fingersätze. Zum Stimmen der Harfe gibt Demar den Rat, sich im Orchester immer nach den Blasinstrumenten zu richten.
In den 1840er Jahren ist Thérèse Demars pädagogisches Wirken in den Listen der Lehrkräfte des von ihrem Vater mitgegründeten Institut musical d’Orléans belegt. Hier erscheint sie von 1842 bis 1856 als „professeur de harpe“ (Etrennes Orléanaises). Nach ihr gab es am Institut keine Harfenklasse mehr.

## Kompositionen
Insgesamt sollen, nach Schweitzer, etwa 30 Kompositionen Thérèse Demars in Orléans, Paris und Würzburg im Druck erschienen, jedoch offenbar nur etwa die Hälfte erhalten sein.
Die Verlage sind, laut MGG2 und Schweitzer: Demar (Orléans, Paris, Würzburg), Mme Espinasse & Cie, Pleyel, Pollet, „Selbstverlag“ und Durant.
A. Vocalmusik:
- Romance à deux voix, P[aris]. ca. 1815–1816, Selbstverlag
- L’Ange et l’enfant, mélodie (J. Réboul) für 1 St. mit Hf./Kl., P. 1837, Mme Espinasse & Cie
- Cantate à Sainte-Cécile, Orléans 1853, Selbstverlag
- »Super flumina«, P. 1856
- Betzi toi douce amie. Fami et Betzi für Stimme und Hf., P., Pleyel
- »Il est parti«, Romance mit Hf./Kl., P., Selbstverlag
- 2 Romanzenslgn.
- Cantate à S.te Cécile, paroles de C. L., musique de Th. Gannal née Démar [Musique imprimée], [1853].  -
- Le 8 Mai 1429! Cantate à Jeanne d’Arc, paroles de M. H., musique de Theresia Gannal [Musique imprimée], [1852]

B. Instrumentalmusik:
- Six Nouvelles Romances pour harpe ou forté-piano op. 2, P., Pollet; Orléans, Demar
- Pot-pourri d’airs connus pour la harpe ou le forté-piano, P. ca. 1810–1812, Pollet; Orléans, Demar; Würzburg, Demar
- Cavatine Di tanti palpiti, variée pour piano ou harpe ou deux harpes, P. 1819, Selbstverlag
- Fandango et landon portugais varié pour harpe ou forte-piano, P. ca. 1830
- Romance de Nina »Quand la bien aimée reviendra« variée pour harpe, P. ca. 1830, Durant
- Deux Airs variés [von Mozart und Haydn] pour harpe et violon, P., Pollet; Orléans, Demar
- Thème favori de »Mysta tagoju uk raschennyil«, varié pour la harpe, Orléans, Demar

C. Pädagogische Werke:
- Méthode de harpe divisée en 3 parties, op. 21, 1ere suite [Musique imprimée], [s.d.].

## Herausgeberschaft
Laut RISM war Térèse Démar nicht nur Herausgeberin eigner Musik, sondern auch der anderer Komponisten. Ihr Pariser Verlag ist gelegentlich gleichzeitig mit dem ihres Vaters angegeben.
- Six duos concertans pour deux flûtes, divisés en deux parties […] oeuvre VI Auguste Vern (1769–1854) [Paris, Thérèse Demar]
- Kompositionen ihres Vaters Johann Sebastian Demar (1763–1832):
- Le petit tourbillon de vent. Caprice pour le forte-piano [Paris, Mlle Demar]
- Nocturne concertant [B] pour harpe et flûte ou harpe et violoncelle [Paris, Mlle Demar]
- Trois chœurs d'Esther, à 2, 3, ou 4 voix, très faciles, avec accompagnement de forte piano ou harpe […] op. 63 [Paris, Th. Demar; Orléans, Académie de musique (gravé par Michot)]
- Werke von François Jacqmin <1793–1847> und Ladislav Dussek sowie mehrere Werke von
- Hélène-Louise Demars[17]